# Karin Swärd
Karin Elisabet Swärd, född Mattsson 1957, är en svensk journalist och dokumentärfilmare. Swärd har främst verkat inom etermedia, Ekoredaktionen, Aktuellt, Rapport och Kalla Fakta. Hon erhöll Stora Journalistpriset 1997 för sina reportage i Sveriges television om missförhållandena inom åldringsvården.

## Filmografi
- Vägen hem - en dramadokumentär om "synden, skulden och skotten i Knutby". Biofilm och TV-serie i tre delar. (2009)[2]

### Dokumentärer i urval
- m/s Estonia (1994) SVT
- Ted Gärdestad 1956-1997. (1999) TV4
- Roy Andersson- regissör och filmkonstnär. (2001) TV4
- Sagan om Astrid Lindgren. (2002) TV4
- Jan Stenbeck - mediamogul. (2003) TV4
- Skotten i Knutby. (2005) TV4
- Sverige,Sverige, Fosterland - om valfrågor som partierna glömde.Dokumentärserie i fyra delar. (2006) TV4
- Sverigedemokraterna - en granskning av det främlingsfientliga partiet. (2007) TV4.
- En knöl i bröstet - dokumentärfilm om bröstcancer. (2011) TV 4.
- Stieg Larsson - journalist och författare - porträtt av mannen bakom Millennium. (2011) SVT.
- Män som mördar kvinnor - om det dödliga våldet i nära relation.  (2013) TV 4.
- Du gamla, du fria... - en dokumentär inför valet om de allvarliga bristerna inom äldrevården, efter 17 år med Lex Sarah. (2014) TV 4.
- Hatad och Hotad - en film om hatbrott i Sverige, brott som drabbar människor enbart på grund av deras hudfärg, religiösa tro eller sexuella läggning. (2015) TV 4.
- Gåtan Christer Pettersson- Dokumentär av  Karin Swärd och Kajsa Stål, (2016) TV 4.
- Kampen mot alkoholen - ett program om AA, Anonyma Alkoholister, som fyller 60 år i Sverige i år. (2016) SVT.
- Kramforsbarnen klass 6A - en dokumentär om eleverna som gick ut sexan i Kramfors 1970 - och samtidigt en berättelse om Kramfors i Ådalen, under ett halvt sekel. (2017) SVT.
- Svetsaren i Rosenbad - en dokumentär om Stefan Löfven. Barnhemspojkens väg från båtsmanstorpet i Sunnersta till Sagerska Palatset och statsministerposten. (2019) SVT.